# Дворянское гнездо (фильм, 1914)
«Дворянское гнездо» — художественный немой фильм режиссёра Владимира Гардина. Фильм снят в 1914 году, но вышел на экраны 9 февраля 1915 года. Фильм не сохранился.

## История создания
Фильм снимался в подмосковной старинной усадьбе Торлецких в подмосковном селе Гиреево летом 1914 года.
После раннего завтрака начинались утренние съёмки. После обеда съёмки продолжались. Вечером и в ненастные дни шли репетиции.
Оператор Левицкий в ходе съёмок «на натуре сконструировал вращающуюся площадку, на которой можно было построить часть декорации, свободно перемещающейся к солнцу или необходимому ландшафту». По его воспоминаниям, «на поворотном кругу снята декорация с окном в доме Калитиной, приезд верхом на лошади Паншина, ночная сцена Лизы у окна, эпизод в имении Лаврецкого и некоторые другие». При съёмке ночных сцен «площадка отворачивалась от солнца, окна затягивались чёрной вуалью и проходившие сквозь неё лучи света (от отражателей) создавали полную иллюзию лунного света и лунных бликов».
Все актёры с утра и до вечера по настоянию режиссёра ходили в костюме и гриме своего персонажа. Даже в промежутках между съёмками они старались жить в образе этих героев. Актёрам было предложено на время забыть свои имена.
«Всё это, вместе взятое, — вспоминал А. Левицкий, — создавало чудесную атмосферу подлинного художественного творчества». Благодаря таким необычным для кинематографа тех лет  условиям творческой работы, которые ввёл режиссёр Гардин, «создателям фильма удалось прочувствовать атмосферу событий и донести до зрителей с поразительной для того времени достоверностью своеобразие тургеневских героев».
В связи с разразившейся войной выпуск фильма на экран был отложен до начала 1915 года.

## Сюжет
Фильм является экранизацией классического романа Ивана Тургенева «Дворянское гнездо».
Фёдор Лаврецкий, порвав отношения с женой, возвращается в старинную усадьбу, в которой он жил в детстве. Там он знакомится с соседями и влюбляется в Лизу Калитину. Он читает в газете сообщение о смерти своей жены и решается объясниться в своих чувствах с Лизой. После объяснения в любви Лаврецкий возвращается домой и встречает неожиданно приехавшую жену, которую он считал умершей. Для любящей Лаврецкого Лизы неприемлемо разрушать законный брак, и она решает уйти в монастырь.

## В ролях

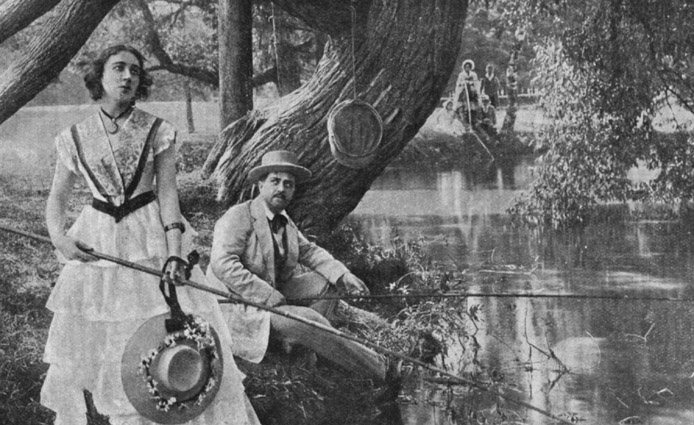
Кадр из фильма «Дворянское гнездо» (1914)

- Ольга Преображенская — Лиза
- Михаил Тамаров — Лаврецкий
- Е. Уварова — Варвара, его жена
- Людмила Сычёва — Марфа Тимофеевна
- Владимир Шатерников — Лемм
- Борис Орлицкий — Паншин

## Съёмочная группа
- Режиссёр: Владимир Гардин
- Оператор: Александр Левицкий
- Художник: Чеслав Сабинский
- Продюсер: Пауль Тиман

## Оценки фильма
Фильм получил очень положительные рецензии как в год выхода на экраны, так и десятилетия спустя.
Журнал «Проектор» (1915, № 2, с. 8—9) признал инсценировку интересной и написал, что «удалось показать это старое „дворянское
гнездо“». Журнал «Сине-фоно» (1915, № 8, с. 39—40) писал, что режиссёром и актёрами было найдено и воплощено «то „интимное“, что лежит в основе повести и составляет секрет её обаяния, навек сроднилось с нашей душой».

«Сразу стало понятно, что именно таким и должно быть „дворянское гнездо“, каким показал его В. Р. Гардин. Точно такая должна быть уютная, старомодная мебель, такой именно запущенный сад и тихий пруд в нем, и старая беседка … И Лиза представлялась как раз такой, какой изобразила её О. И. Преображенская: задумчиво-печальной, с чем-то монашеским во взоре и движениях, точно предчувствующей свою грядущую судьбу… И Лаврецкий (М. Тамаров) был тот же мягкий, ласковый, хороший русский „барин“, „славянская душа“… А Варвара Павловна (Е. Уварова) — разве это не она, с её пленительными ямочками на щеках, томными, манерными движениями и кокетливой улыбкой?».

Историк кинематографа C. Гинзбург соглашался с такой оценкой и дополнительно указывал: «Рецензент, правильно оценив главное, что отличало фильм „Дворянское гнездо“, один из лучших фильмов „Русской золотой серии“, поставленный в то время, когда ею творчески руководили Гардин и Протазанов, сказал далеко не обо всех достоинствах картины. Он не отметил превосходную игру талантливого русского киноактёра В. Шатерникова (Лемм), он ничего не сказал об удаче В. Орлицкого в роли Паншина. Наконец, он вовсе не заметил поистине великолепной работы оператора А. Левицкого, которая во многом определила творческие результаты, создала то настроение лиризма и интимности, которым был пронизан весь фильм».
По мнению С. Гинзбурга, «вероятно, именно в этой картине, где роль художника была очень невелика, впервые в русском кинематографе выявилось значение оператора как автора изобразительной трактовки замысла». Киновед высоко оценил работу оператора: «Левицкий своими средствами, тонкими тональными переходами, очень мягко и психологически правдиво вылепленными портретами, лирически трактованными пейзажами создавал поразительно достоверную атмосферу действия, глубоко передававшую особенности тургеневской живописи и абсолютно соответствовавшую режиссёрскому замыслу фильма. В этой картине Левицкий показал себя как талантливый продолжатель традиций русского изобразительного искусства в молодом искусстве светописи».
Киновед Вениамин Вишневский также отметил, что картина «интересна операторской работой». Кинодеятель Юрий Желябужский высоко оценивал работу А. Левицкого в этом фильме: «В процессе съёмки фильма „Дворянское гнездо“ (1914, режиссёр В.Гардин) ему удалось добиться серьёзных достижений».
Ю. Желябужский писал, что «высокохудожественно был снят весь фильм», «Левицкий даёт совершенное пространственное и композиционное решение, пластичность и тонкую нюансировку полутонов». Он заключал свой анализ следующей оценкой: «Всё изобразительное решение фильма превосходно передает стиль, атмосферу тургеневского романа. Удачная съёмка „Дворянского гнезда“ была не случайной удачей Левицкого, а закономерным путём развития русского операторского искусства».
Крупной творческой удачей оператора Левицкого назвал фильм и кинокритик Ромил Соболев. По оценке Р. Соболева, «оператор А. Левицкий очень точно передал неторопливость повествования, своеобразный ритм повести Тургенева, помог съёмкой верно найденных пейзажей показать душевное состояние героев». Пресса, по его словам, отметила и верную «световую гамму» фильма.
Ромил Соболев указал, что «Гардин поставил свой лучший, по мнению многих, дореволюционный фильм». Он писал: «Старинная дворянская усадьба, окружающие её пейзажи, точные детали, слитность героев фильма с природой создавали подлинно тургеневскую атмосферу в фильме». «Для актёров, — отмечал он, — участие в этом фильме стало в ряде случаев непревзойдённой вершиной их творчества в кино».
Советский киновед Николай Лебедев писал в «Очерке истории кино СССР» (переиздание 1965 г.), что критика относила «Дворянское гнездо» к числу таких экранизаций, «авторы которого стремились преодолеть обычную фрагментарность киноинсценировки и дать законченное сюжетное произведение, воспроизводившее не только фабулу и основные образы романа, но и художественный стиль Тургенева». Он высоко оценивал работу всей творческой группы: 

«Артисткой О. Преображенской был создан обаятельный, проникнутый тургеневской поэзией образ Лизы. Гардин и оператор Левицкий нашли «тургеневскую» натуру и воспроизвели домашнюю обстановку, соответствующую описанной в романе. И вместе с корректной игрой М. Тамарова, исполнявшего роль Лаврецкого, и других актёров всё это доносило до зрителя настроение и образный строй тургеневского романа».